# Andrea La Torre
Andrea La Torre (Viterbo, 14 de junho de 1997) é um basquetebolista profissional italiano que atualmente joga na Lega Basket e Euroliga pelo EA7 Olimpia Milão. O atleta possui 2,04m e atua na posição Ala.